# Bovini
Bovini es una tribu de mamíferos artiodáctilos de la subfamilia Bovinae, dentro de la familia Bovidae. Incluye varias especies de bóvidos grandes, tanto domésticos como silvestres, distribuidos en Eurafrasia y América del Norte.

## Clasificación
La tribu Bovini se divide en varios géneros:
- Bovina
  - †Adjiderebos
  - Bison
    - Bison bonasus
      - †Bison bonasus caucasicus
      - Bison bonasus bonasus
      - †Bison bonasus hungarorum

    - Bison bison
      - Bison bison athabascae
      - Bison bison bison

  - Bos
    - Bos taurus
    - Bos frontalis
    - Bos indicus
    - Bos sauveli
    - †Bos primigenius
      - † Bos primigenius primigenius
      - † Bos primigenius namadicus
      - † Bos primigenius africanus

    - Bos javanicus
      - Bos javanicus javanicus
      - Bos javanicus lowi
      - Bos javanicus birmanicus
      - Bos javanicus domesticus

    - Bos gaurus
      - Bos gaurus gaurus
      - Bos gaurus readei
      - Bos gaurus hubbacki
      - Bos gaurus sinhaleyus

    - Bos mutus

  - †Epileptobos
  - †Ioribos
  - †Leptobos
    - Leptobos etruscus
    - Leptobos falconeri
    - Leptobos stenometopon
    - Leptobos syrticus

  - †Pelorovis
    - Pelorovis antiquus
    - Pelorovis howelli
    - Pelorovis oldowayensis
    - Pelorovis turkanensis

  - †Platycerabos
  - †Protobison
  - †Urmiabos
  - †Yakopsis
- Bubalina
  - Bubalus
    - Bubalus bubalis
    - Bubalus mindorensis
    - Bubalus depressicornis

  - †Hemibos
    - †Hemibos acuticornis
    - †Hemibos antelopinus
    - †Hemibos galerianus
    - †Hemibos gracilis
    - †Hemibos triquetricornis

  - †Parabos
    - †Parabos cordieri
    - †Parabos macedoniae
    - †Parabos soriae

  - †Proamphibos
    - †Proamphibos hasticornis
    - †Proamphibos kashmiricus
    - †Proamphibos lachrymans

  - Syncerus
    - Syncerus caffer
    - †Syncerus acoelotus
    - †Syncerus antiquus

  - †Ugandax
    - †Ugandax coryndonae
    - †Ugandax demissum
    - †Ugandax gautieri
- Pseudorygina
  - Pseudoryx
    - Pseudoryx nghetinhensis
- †géneros Basales
  - †Alephis
  - †Eosyncerus
  - †Jamous
  - †Probison
  - †Simatherium
  - †Udabnocerus